# Hohenbruch (KL)
Obóz koncentracyjny Hohenbruch – niemiecki obóz koncentracyjny w Prusach Wschodnich, położony w pobliżu miejscowości o tej samej nazwie (obecnie Gromowo w rejonie sławskim obwodu królewieckiego Federacji Rosyjskiej).
W latach 1939–1942 (według innych źródeł do 1944, lub nawet do stycznia 1945) siedziba nazistowskiego obozu koncentracyjnego zlokalizowanego na bagnistym terenie w lesie, 3 km od wsi, w miejscu wcześniejszego obozu pracy Reichsarbeitsdienstu dla niemieckiej młodzieży, którego baraki zaadaptowano na potrzeby obozu SS. Jego ofiarami byli przede wszystkim Polacy, zarówno działacze polonijni należący do Związku Polaków w Niemczech, Polskiego Związku Zachodniego, Polskiego Towarzystwa Gimnastycznego „Sokół”, Związku Harcerstwa Polskiego w Niemczech z Prus Wschodnich, polscy celnicy spod Malborka i Tczewa, jak i z terenów sąsiednich, ale też przedstawiciele innych nacji, w tym Niemcy i Żydzi. Praca więźniów była wykorzystywana do karczowania lasu i osuszania bagien. Dzieje obozu Hohenbruch są mało znane. Przebywało tu do kilku tysięcy więźniów, jednak ich dokładnej liczby dotąd nie ustalono. Około 200 osób zostało zamordowanych. Komendantem obozu był Pust.
Niektórzy więźniowie i ofiary obozu:
- Piotr Abraszewski (1905–1996), artysta malarz[1]
- Władysław Biały
- Wojciech Gałęziewski (wzgl Gałęziowski), współwydawca „Gazety Olsztyńskiej” (zamordowany 24.02.1940)
- Leon Gąsiewski, współwydawca „Gazety Olsztyńskiej”
- Władysław Gębik
- Bohdan Jałowiecki, ostatni konsul RP w Olsztynie
- Franciszek Kellmann (1898–1945), polski działacz narodowy na Warmii
- Ryszard Knosała (1907–1945), nauczyciel>[2]
- Kazimierz Adam Lubecki (1880–1939), prawnik, filozof, pedagog[3]
- Jan Maza, działacz harcerski i nauczyciel z Unieszewa (zamordowany 24.02.1940)
- Seweryn Pieniężny (syn) (zamordowany 24.02.1940)
- Sylwester Parzybok (1886–1944), Nadkomisarz Policji, komendant policji w Toruniu, zamordowany w Królewcu
- Jan Piotrowski, konsul w Królewcu
- Józef Leliwa Piotrowicz (1899–1939), dziennikarz z Nowego Miasta Lubawskiego (zamordowany)[4]
- Ludgard Rakowski, polski inspektor celny w Wolnym Mieście Gdańsku[5]
- Franciszek Schnarbach (1905–1947), nauczyciel[6]
- Leon Włodarczak – komendant hufca wschodniopruskiego Związku Harcerstwa Polskiego w Niemczech (zamordowany 24.02.1940)[7]
- Michał Żywiec (1882–1954), działacz polsko-ewangelicki w powiecie działdowskim[8]

W 1946 Juliusz Malewski, działacz Związku Polaków w Prusach Wschodnich, sprowadził prochy Pieniężnego i innych Polaków do Olsztyna, po czym postawił na terenie obozu krzyż. W późniejszym okresie uległ on zniszczeniu i został odtworzony w lutym 1995. W 2006 z inicjatywy Jarosława Czubińskiego, konsula generalnego RP w Królewcu i weteranów z olsztyńskiego Związku Byłych Żołnierzy Zawodowych i Oficerów Rezerwy, zaplanowano odsłonięcie kamiennego pomnika ofiar obozu (proj. Janusz Wierzyński), który odsłonięto w marcu 2011, z napisami w językach polskim i rosyjskim po obu stronach pamiątkowej płyty.